# Pyramide de Karlsruhe
La pyramide de Karlsruhe est une pyramide de grès rouge située au centre de la place du Marché de Karlsruhe, en Allemagne. C'est le tombeau du fondateur de la ville, le margrave Charles-Guillaume de Bade-Durlach. Elle a été érigée entre 1823 et 1825, sous la direction de l'architecte Friedrich Weinbrenner, à la place de la Konkordienkirche, une église luthérienne baroque à colombages qui abritait la dépouille de Charles-Guillaume depuis 1807.
La pyramide a une assise carrée et une hauteur extérieure de 6,5 mètres. C'est un exemple d'éclectisme égyptien, style architectural apparu à la suite de la Campagne d'Égypte menée par Napoléon, et mis en vogue durant le XIXe siècle. Les successeurs du margrave ne reposent pas dans la pyramide, mais dans une chapelle funéraire construite au nord-est du centre-ville, dans le parc du château.
La ville de Krasnodar (en Russie), jumelée avec Karlsruhe, a érigé en 2012 une copie miniature de cette pyramide.